# Olympische Sommerspiele 2012/Radsport – Sprint Bahn (Frauen)
Der Bahnradsprint der Frauen bei den Olympischen Spielen 2012 in London fand vom 5. bis 7. August 2012 im Lee Valley VeloPark statt.
Olympiasiegerin wurde Anna Meares aus Australien. Die Silbermedaille gewann die Britin Victoria Pendleton. Guo Shuang aus China sicherte sich die Bronzemedaille.

## Ergebnis

### Qualifikation
| Rang | Athletin            | Nation         | Zeit (s) | Ø Geschw. (km/h) |
| ---- | ------------------- | -------------- | -------- | ---------------- |
| 1    | Victoria Pendleton  | Großbritannien | 10,724   | 67,139           |
| 2    | Anna Meares         | Australien     | 10,805   | 66,635           |
| 3    | Guo Shuang          | China          | 11,020   | 65,335           |
| 4    | Kristina Vogel      | Deutschland    | 11,027   | 65,294           |
| 5    | Olga Panarina       | Belarus        | 11,080   | 64,981           |
| 6    | Lisandra Guerra     | Kuba           | 11,109   | 64,812           |
| 7    | Lee Wai-sze         | Hongkong       | 11,203   | 64,268           |
| 8    | Simona Krupeckaitė  | Litauen        | 11,234   | 64,091           |
| 9    | Natasha Hansen      | Neuseeland     | 11,241   | 64,051           |
| 10   | Ljubow Bassowa      | Ukraine        | 11,319   | 63,609           |
| 11   | Willy Kanis         | Niederlande    | 11,322   | 63,593           |
| 12   | Monique Sullivan    | Kanada         | 11,347   | 63,593           |
| 13   | Juliana Gaviria     | Kolumbien      | 11,376   | 63,291           |
| 14   | Lee Hye-jin         | Südkorea       | 11,405   | 63,130           |
| 15   | Virginie Cueff      | Frankreich     | 11,439   | 62,942           |
| 16   | Daniela Larreal     | Venezuela      | 11,569   | 62,235           |
| 17   | Kayono Maeda        | Japan          | 11,600   | 62,068           |
| 18   | Jekaterina Gnidenko | Russland       | DSQ 1    | DSQ 1            |

### 1. Runde

#### 1. Runde
Lauf 1
| Athletin              | Nation         | Zeit (s) | Ø Geschw. (km/h) |
| --------------------- | -------------- | -------- | ---------------- |
| Victoria Pendleton    | Großbritannien | 11,775   | 61,146           |
| Jekaterina Gnidenko 2 | Russland       |          |                  |

Lauf 2
| Athletin     | Nation     | Zeit (s) | Ø Geschw. (km/h) |
| ------------ | ---------- | -------- | ---------------- |
| Anna Meares  | Australien | 11,800   | 61,016           |
| Kayono Maeda | Japan      |          |                  |

Lauf 3
| Athletin        | Nation    | Zeit (s) | Ø Geschw. (km/h) |
| --------------- | --------- | -------- | ---------------- |
| Guo Shuang      | China     | 11,371   | 63,318           |
| Daniela Larreal | Venezuela |          |                  |

Lauf 4
| Athletin       | Nation      | Zeit (s) | Ø Geschw. (km/h) |
| -------------- | ----------- | -------- | ---------------- |
| Kristina Vogel | Deutschland | 11,605   | 62,042           |
| Virginie Cueff | Frankreich  |          |                  |

Lauf 5
| Athletin      | Nation   | Zeit (s) | Ø Geschw. (km/h) |
| ------------- | -------- | -------- | ---------------- |
| Olga Panarina | Belarus  | 11,608   | 62,026           |
| Lee Hye-jin   | Südkorea |          |                  |

Lauf 6
| Athletin        | Nation    | Zeit (s) | Ø Geschw. (km/h) |
| --------------- | --------- | -------- | ---------------- |
| Lisandra Guerra | Kuba      | 11,390   | 63,213           |
| Juliana Gaviria | Kolumbien |          |                  |

Lauf 7
| Athletin         | Nation   | Zeit (s) | Ø Geschw. (km/h) |
| ---------------- | -------- | -------- | ---------------- |
| Lee Wai-sze      | Hongkong | 11,300   | 63,716           |
| Monique Sullivan | Kanada   |          |                  |

Lauf 8
| Athletin           | Nation      | Zeit (s) | Ø Geschw. (km/h) |
| ------------------ | ----------- | -------- | ---------------- |
| Simona Krupeckaitė | Litauen     | 11,528   | 62,456           |
| Willy Kanis        | Niederlande |          |                  |

Lauf 9
| Athletin       | Nation     | Zeit (s) | Ø Geschw. (km/h) |
| -------------- | ---------- | -------- | ---------------- |
| Natasha Hansen | Neuseeland |          |                  |
| Ljubow Bassowa | Ukraine    | 11,808   | 60,975           |

#### Hoffnungsläufe
Lauf 1
| Athletin              | Nation     | Zeit (s) | Ø Geschw. (km/h) |
| --------------------- | ---------- | -------- | ---------------- |
| Natasha Hansen        | Neuseeland | 11,882   | 60,595           |
| Juliana Gaviria       | Kolumbien  |          |                  |
| Jekaterina Gnidenko 3 | Russland   |          |                  |

Lauf 2
| Athletin         | Nation   | Zeit (s) | Ø Geschw. (km/h) |
| ---------------- | -------- | -------- | ---------------- |
| Monique Sullivan | Kanada   | 11,572   | 62,219           |
| Lee Hye-jin      | Südkorea |          |                  |
| Kayono Maeda     | Japan    |          |                  |

Lauf 3
| Athletin        | Nation      | Zeit (s) | Ø Geschw. (km/h) |
| --------------- | ----------- | -------- | ---------------- |
| Willy Kanis     | Niederlande | 11,643   | 61,839           |
| Virginie Cueff  | Frankreich  |          |                  |
| Daniela Larreal | Venezuela   |          |                  |

### 2. Runde

#### 2. Runde
Lauf 1
| Athletin           | Nation         | Zeit (s) | Ø Geschw. (km/h) |
| ------------------ | -------------- | -------- | ---------------- |
| Victoria Pendleton | Großbritannien | 11,840   | 60,810           |
| Willy Kanis        | Niederlande    |          |                  |

Lauf 2
| Athletin         | Nation     | Zeit (s) | Ø Geschw. (km/h) |
| ---------------- | ---------- | -------- | ---------------- |
| Anna Meares      | Australien | 11,566   | 62,251           |
| Monique Sullivan | Kanada     |          |                  |

Lauf 3
| Athletin       | Nation     | Zeit (s) | Ø Geschw. (km/h) |
| -------------- | ---------- | -------- | ---------------- |
| Guo Shuang     | China      | 11,431   | 62,986           |
| Natasha Hansen | Neuseeland |          |                  |

Lauf 4
| Athletin       | Nation      | Zeit (s) | Ø Geschw. (km/h) |
| -------------- | ----------- | -------- | ---------------- |
| Kristina Vogel | Deutschland | 11,547   | 62,353           |
| Ljubow Bassowa | Ukraine     |          |                  |

Lauf 5
| Athletin           | Nation  | Zeit (s) | Ø Geschw. (km/h) |
| ------------------ | ------- | -------- | ---------------- |
| Olga Panarina      | Belarus |          |                  |
| Simona Krupeckaitė | Litauen | 11,486   | 62,685           |

Lauf 6
| Athletin        | Nation   | Zeit (s) | Ø Geschw. (km/h) |
| --------------- | -------- | -------- | ---------------- |
| Lisandra Guerra | Kuba     | 11,485   | 62,690           |
| Lee Wai-sze     | Hongkong |          |                  |

#### Hoffnungsläufe
Lauf 1
| Athletin       | Nation      | Zeit (s) | Ø Geschw. (km/h) |
| -------------- | ----------- | -------- | ---------------- |
| Ljubow Bassowa | Ukraine     | 11,461   | 62,821           |
| Willy Kanis    | Niederlande |          |                  |
| Lee Wai-sze    | Hongkong    |          |                  |

Lauf 2
| Athletin         | Nation     | Zeit (s) | Ø Geschw. (km/h) |
| ---------------- | ---------- | -------- | ---------------- |
| Olga Panarina    | Belarus    | 11,443   | 62,920           |
| Monique Sullivan | Kanada     |          |                  |
| Natasha Hansen   | Neuseeland |          |                  |

### Rennen um die Plätze 9–12
| Athletin         | Nation      | Zeit (s) | Ø Geschw. (km/h) | Rang |
| ---------------- | ----------- | -------- | ---------------- | ---- |
| Willy Kanis      | Niederlande | 11,852   | 60,749           | 9    |
| Lee Wai-sze      | Hongkong    |          |                  | 10   |
| Monique Sullivan | Kanada      |          |                  | 11   |
| Natasha Hansen   | Neuseeland  |          |                  | 12   |

### Viertelfinale
Lauf 1
| Athletin           | Nation         | 1. Rennen | 2. Rennen |
| Athletin           | Nation         | Zeit (s)  | Zeit (s)  |
| ------------------ | -------------- | --------- | --------- |
| Victoria Pendleton | Großbritannien | 11,226    | 11,339    |
| Olga Panarina      | Belarus        |           |           |

Lauf 2
| Athletin       | Nation     | 1. Rennen | 2. Rennen |
| Athletin       | Nation     | Zeit (s)  | Zeit (s)  |
| -------------- | ---------- | --------- | --------- |
| Anna Meares    | Australien | 11,465    | 11,573    |
| Ljubow Bassowa | Ukraine    |           |           |

Lauf 3
| Athletin        | Nation | 1. Rennen | 2. Rennen | 3. Rennen |
| Athletin        | Nation | Zeit (s)  | Zeit (s)  | Zeit (s)  |
| --------------- | ------ | --------- | --------- | --------- |
| Guo Shuang      | China  |           | 11,283    | 11,337    |
| Lisandra Guerra | Kuba   | 11,536    |           |           |

Lauf 4
| Athletin           | Nation      | 1. Rennen | 2. Rennen |
| Athletin           | Nation      | Zeit (s)  | Zeit (s)  |
| ------------------ | ----------- | --------- | --------- |
| Kristina Vogel     | Deutschland | 11,541    | 11,568    |
| Simona Krupeckaitė | Litauen     |           |           |

### Rennen um die Plätze 5–8
| Athletin           | Nation  | Zeit (s) | Ø Geschw. (km/h) | Rang |
| ------------------ | ------- | -------- | ---------------- | ---- |
| Simona Krupeckaitė | Litauen | 11,812   | 60,954           | 5    |
| Lisandra Guerra    | Kuba    |          |                  | 6    |
| Ljubow Bassowa     | Ukraine |          |                  | 7    |
| Olga Panarina      | Belarus |          |                  | 8    |

### Halbfinale
Lauf 1
| Athletin           | Nation         | 1. Rennen | 2. Rennen |
| Athletin           | Nation         | Zeit (s)  | Zeit (s)  |
| ------------------ | -------------- | --------- | --------- |
| Victoria Pendleton | Großbritannien | 11,481    | 11,538    |
| Kristina Vogel     | Deutschland    |           |           |

Lauf 2
| Athletin    | Nation     | 1. Rennen | 2. Rennen |
| Athletin    | Nation     | Zeit (s)  | Zeit (s)  |
| ----------- | ---------- | --------- | --------- |
| Anna Meares | Australien | 11,683    | 11,284    |
| Guo Shuang  | China      |           |           |

### Rennen um Bronze
| Athletin       | Nation      | 1. Rennen | 2. Rennen | Rang   |
| Athletin       | Nation      | Zeit (s)  | Zeit (s)  | Rang   |
| -------------- | ----------- | --------- | --------- | ------ |
| Kristina Vogel | Deutschland |           |           | 4      |
| Guo Shuang     | China       | 11,532    | 11,591    | Bronze |

### Finale
| Athletin           | Nation         | 1. Rennen | 2. Rennen | Rang   |
| Athletin           | Nation         | Zeit (s)  | Zeit (s)  | Rang   |
| ------------------ | -------------- | --------- | --------- | ------ |
| Victoria Pendleton | Großbritannien |           |           | Silber |
| Anna Meares        | Australien     | 11,218    | 11,348    | Gold   |